# Engel der Kulturen

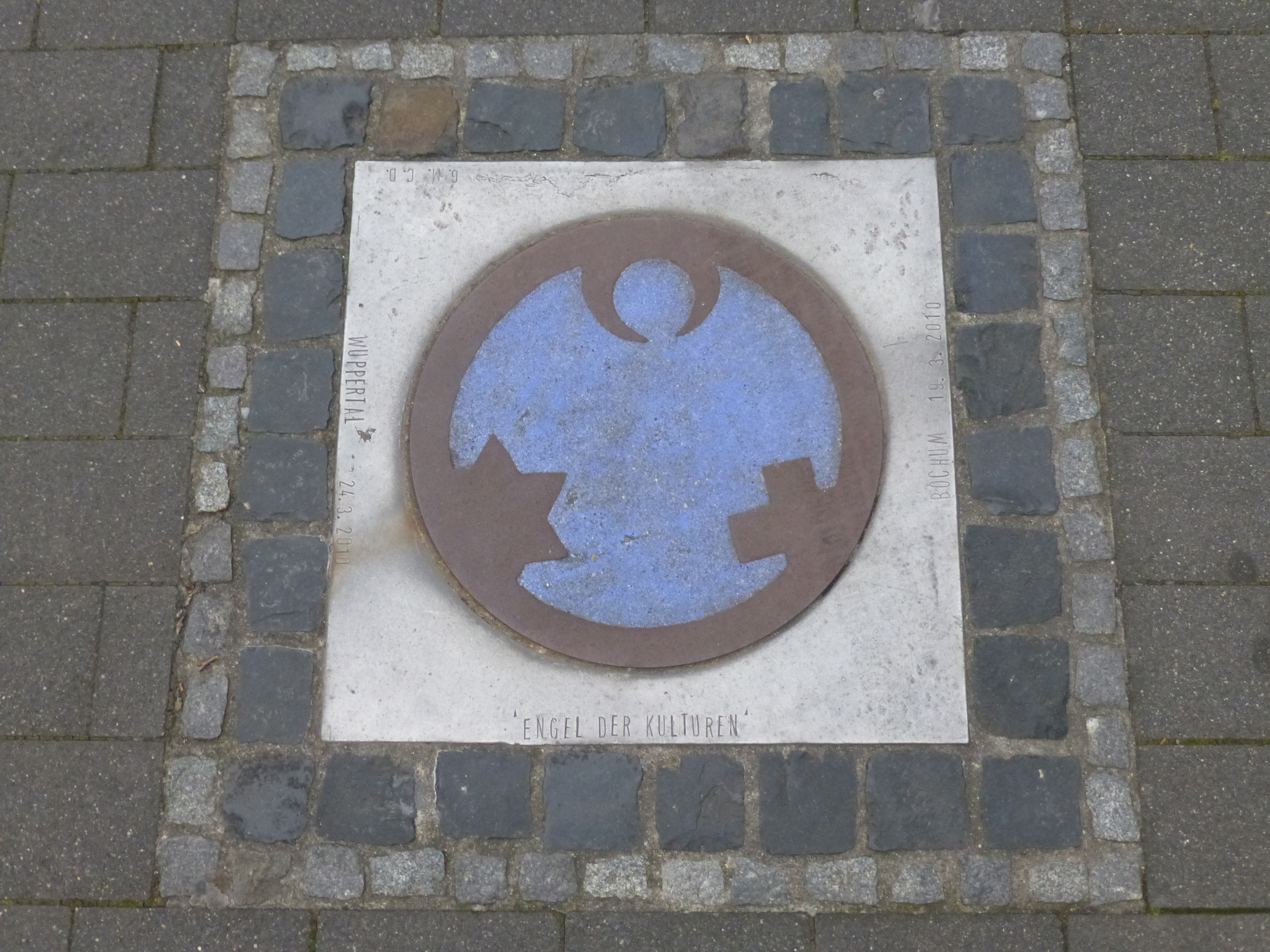
Der Engel der Kulturen in Wuppertal am Berufskolleg am Haspel, verlegt im März 2010

Der Engel der Kulturen ist ein soziokulturelles Kunstprojekt der bildenden Künstler Carmen Dietrich und Gregor Merten. Sie verstehen es als ein Symbol für Toleranz, interkulturellen Dialog und interreligiöses Miteinander der abrahamitischen Religionen, also der drei Weltreligionen Christentum, Judentum und Islam, das in Form einer Kunstaktion unter Beteiligung von Bürgerinnen und Bürgern in die Öffentlichkeit gebracht wird. Auf diese Weise formt sich, nach der Vorstellung der Künstler, eine soziale Skulptur, die „den Wunsch vieler nach Zusammenleben in Gleichberechtigung und friedlicher Verbundenheit zum Ausdruck bringt und so entschieden rechtsextremen, fremdenfeindlichen, antisemitischen und islamophoben Tendenzen entgegenwirkt.“
Das Projekt wurde 2008 von den Künstlern initiiert und die Skulptur in einer Vielzahl von  Städten als Intarsien verlegt, außer in deutschen Städten auch zum Beispiel in Brüssel am EU-Parlament sowie 2018 in Tel Aviv-Jaffa, dort 2014 auch als Wandobjekt.
Bei diesen Kunstaktionen wird ein rund 1,50 Meter umfassender Stahlhohlkörper gemeinsam durch den Stadtraum bewegt. Umgeben von einem Ring sind die Symbole Kreuz, Davidstern und Halbmond eingearbeitet. Unbeabsichtigt von den Künstlern wird in dieser Anordnung die Silhouette eines Engels sichtbar.
Die Kunstaktion wird in der jeweiligen Stadt an mehreren Stationen unter Einbindung von Vertretern verschiedener Religionsgemeinschaften und örtlicher Schulen durchgeführt. Dabei wird die ringförmige Stahlskulptur des Engels durch die Stadt gerollt. An den Stationen wird jeweils ein temporäres Bild des inneren Engels aus weißem Sand erzeugt sowie Ansprachen, musikalische Einlagen, Friedensgebete und Kulinarisches von den Beteiligten vor Ort beigesteuert. Abschließend wird eine Intarsie in der Form des Engels als überdauerndes Zeichen in den Boden eingelassen und ein Ring für die Intarsie der nächsten Stadt gemeinsam mit den Anwesenden mit dem Schneidbrenner hergestellt.
Eine 2011 vorgeschlagene Installation des Metallrings als Landmarke auf der Mottbruchhalde in Gladbeck wurde 2012 von der örtlichen Stadtverwaltung verworfen. Im Jahr 2020 hängte das Landgericht Bayreuth das Kunstwerk Engel der Kulturen anstelle des im bayerischen Kreuzerlass vorgeschriebenen Kreuzes im Eingangsbereich des Justizpalastes auf.
Die Finanzierung des Projekts erfolgte nach eigener Aussage zunächst über den Verkauf von Schmuckstücken und Kleinobjekten; seit 2016 wurde das Projekt außerdem in eine Stiftung überführt, die sich aus Beiträgen und Spenden finanziert. Sowohl das Symbol als auch der Begriff „Engel der Kulturen“ wurden 2011 von den Künstlern als Wort- bzw. Bildmarke angemeldet.